# Кимбърли (РЮА)
Кимбърли (на английски: Kimberley) е град, разположен в централната част на Република Южна Африка, столица на провинция Северен Кейп. Населението му е около 167 000 души.

## История
Града е основан на 5 юни 1873 година.

## География
Града е разположен на: 490 км от Йоханесбург, 980 км от Кейптаун, 760 км от Порт Елизабет и 850 км от Дърбан.

## Население
Основни говорими езици са: африканс (50%) и тсвана (35%).

## Побратимени градове
- Арнем, Нидерландия